# Ibbenbüren
Ibbenbüren est une ville de Rhénanie-du-Nord-Westphalie en Allemagne dans l'arrondissement de Steinfurt, située à proximité de la frontière néerlandaise et à l'extrémité nord-ouest de la forêt de Teutobourg et à l'ouest des collines des Wiehengebirge.

## Histoire
| Appartenances historiques Comté de Lingen 1493-1702 Royaume de Prusse 1702-1807 Grand-duché de Berg 1807-1811 Empire français (Ems-Supérieur) 1811-1814 Royaume de Prusse (Province de Westphalie) 1815-1918 République de Weimar 1918-1933 Reich allemand 1933-1945 Allemagne occupée 1945-1949 Allemagne 1949-présent |

## Jumelages
La ville d'Ibbenbüren est jumelée avec  :
- Dessau-Roßlau (Allemagne)
- Gourdon (France)
- Hellendoorn (Pays-Bas)
- Jastrzębie Zdrój (Pologne)
- Prievidza (Slovaquie)

## Références

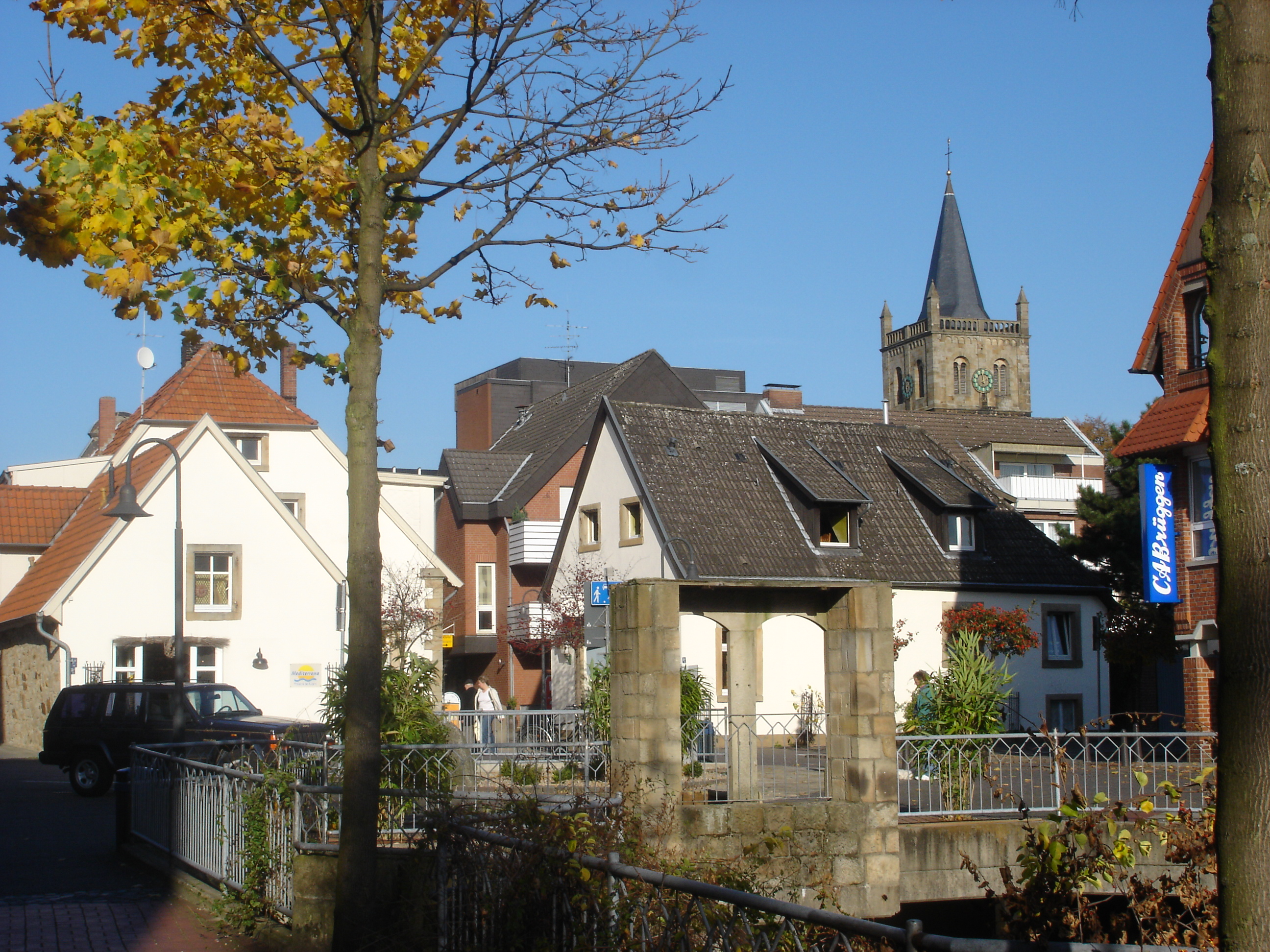
Le centre-ville avec l'église protestante en fond

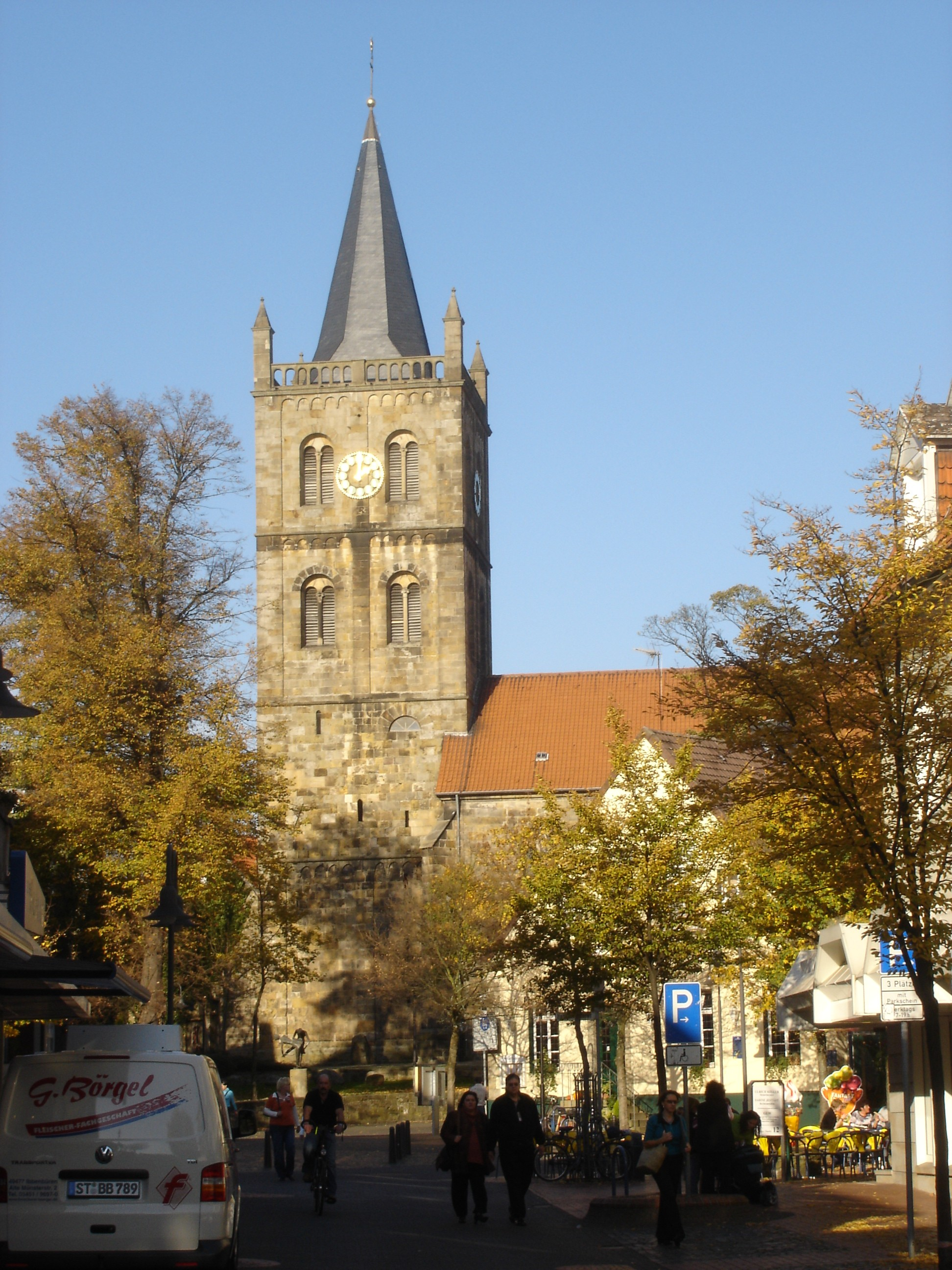
L'église